# Wang Xiaotian
Wang Xiaotian (王孝天S, Wáng XiàotiānP; 9 febbraio 1955) è un ex pallanuotista cinese, che ha partecipato alle Olimpiadi estive di Los Angeles 1984.
Ha vinto 3 ori ai Giochi asiatici, nel 1978, 1982 e 1986, sempre nella pallanuoto.